# 以任務為基礎的存取控制
以任務為基礎的存取控制，（英語：Task-Based Access Control），是資訊安全領域中，一種較新且廣為使用的存取控制機制，其依照工作任務的需求，給予指派不同的存取權限與使用時限。